# Senjuro Hayashi
Senjuro Hayashi (23 de Fevereiro de 1876 — 4 de Fevereiro de 1943) foi um político do Japão. Ocupou o lugar de primeiro-ministro do Japão de 2 de fevereiro de 1937 a 2 de junho de 1937.